# Kerk van de Belliardstraat
De Kerk van de Belliardstraat was een kerkgebouw aan de Belliardstraat 13 te Brussel.
In dit kerkgebouw kwamen vanaf 1851 de anglicanen, met name die van de Low Church, bijeen. Van 1883-1885 werd de huidige Heilige Drievuldigheidskathedraal voor de anglicanen gebouwd. Deze bevindt zich te Elsene. Na de definitieve hereniging met de Observatoriumkerk in 1973 werd het gebouw aan de Belliardstraat het volgende jaar verkocht.